# KKロングセラーズ
株式会社ロングセラーズ(KKロングセラーズ)は、日本の出版社。
1973年3月28日創業。東京都新宿区高田馬場に本社を置く。
新書や自己啓発、ビジネス、健康などに関する書籍を多く発行。禁煙法を説いた『禁煙セラピー』は多くの著名人などの推薦を受け、ベストセラーに。
またセラピーシリーズは累計250万部を突破。スポーツ選手やタレント本なども手掛ける出版社である。
類似した社名のKKベストセラーズとは関係のない別会社である。

## 主な発行書籍
- セラピーシリーズ
  - 『禁煙セラピー』（アレン・カー）
  - 『ダイエットセラピー』（アレン・カー）
  - 『幸せセラピー』（斎藤一人）
  - 『お金儲けセラピー』（斎藤一人）
  - 『元気セラピー』（大谷由里子）

- 『だからお前は落ちるんだ、やれ!』（吉野敬介）
- 『60歳を人生ピークにもっていく法』（東国原英夫）
- 『おい河村! おみゃぁ、いつになったら総理になるんだ』（河村たかし）
- 『相撲道とは何か』（大鵬・監修）
- 『明日への送りバント』（川相昌弘）
- 『打てるもんなら打ってみろ』（三浦大輔 ）
- 『魂のフルスイング』（小笠原道大）
- 『HOP　STEP　稲葉JUMP』（稲葉篤紀）
- 『もう、投げなくていい」からの出発』（黒木知宏）
- 『ユーモアでいこう』（萩本欽一）
- 『生きざま死にざま』（三國連太郎）
- 『元気があれば何でもできる！』（アントニオ猪木）
- 『男のダンディズム』（奥田瑛二）
- 『「企み」の仕事術』（阿久悠）
- 『すべてを否定しない生き方』(東儀秀樹）
- 『水は岩をも砕く』（衣笠祥雄）
- 『生き方下手』（西郷輝彦）
- 『いい訳しない生き方』（ヒロミ）
- 『ウドちゃんでもわかる マネー芸人・天野っちの「アマノミクス」的蓄財術』（天野ひろゆき）
- 『粋に生きるヒント』（石倉三郎）
- 『人生めぐり愛』（伍代夏子）
- 『ひとり上手』（ピーター）（池畑慎之介）
- 『僕にもできた！山里亮太の「たりない」英語』（山里亮太）